# Estación Beaulieu
Beaulieu es una de las estaciones de metro de Bruselas en el ramal este de la línea 5 en Auderghem. Fue inaugurado en 1976. Hasta 1977 era el término oriental de lo que era la línea 1A, cuando se abrió la extensión a la estación Demey. En 1985, la línea se extendió a Herrmann-Debroux. En abril de 2009 se convirtió en parte de la línea 5. La estación toma su nombre de la cercana Avenue de Beaulieu, y ésta del economista y político belga Adolphe le Hardy, barón de Beaulieu.
- Datos: Q2893215
- Multimedia: Beaulieu metro station / Q2893215